# Brzęczkowice (województwo opolskie)
Brzęczkowice (niem. Springsdorf)– wieś w Polsce położona w województwie opolskim, w powiecie opolskim, w gminie Niemodlin.

## Nazwa
W księdze łacińskiej Liber fundationis episcopatus Vratislaviensis (pol. Księga uposażeń biskupstwa wrocławskiego) spisanej za czasów biskupa Henryka z Wierzbna w latach 1295–1305 miejscowość wymieniona jest w zlatynizowanej formie Prinzcowitz.

## Historia
W XIX w. wieś posiadała pieczęć gminną, na której wizerunku przedstawiono jelenia w skoku przez przeszkodę, za jeleniem drzewo o trzech konarach.